# 江西官報
《江西官報》是清朝晚期由江西巡撫柯逢時創辦的一份江西行政官報。
1901年，袁世凱在天津設立北洋官報局，並發行《北洋官報》。在此大環境下，柯逢時在江西創辦《江西官報》，同時說明「參照《北洋官報》成法，擬定條例」。《江西官報》以官商合辦的經營形式。創報之始為旬刊，又系石印。隨後進行改良，更名為《江西日日官報》，仍有官商合辦。改辦之初，官方曾撥銀2000兩。